# Piero Perin
Piero Perin (Cervarese Santa Croce, 29 giugno 1924 – Padova, 26 giugno 2008) è stato uno scultore, medaglista e pittore italiano.

## Biografia
Piero Perin nacque a Cervarese Santa Croce in provincia di Padova nel 1924. Durante la seconda guerra mondiale trascorse alcuni mesi in prigionia, esperienza che lo segnò profondamente sia umanamente che artisticamente.
Diplomatosi all'Accademia di Belle Arti di Venezia nel 1950 insegnò per molti anni Discipline Plastiche presso il Liceo Artistico Statale di Padova.
Visse a Padova fino alla sua morte avvenuta nel 2008.

## Opere
Oltre ad essere noto per le sculture in terracotta, bronzo, marmo e in altri materiali come resine sintetiche, Perin deve la sua fama anche alla carriera di fine medaglista. Oltre alla medaglia in bronzo e argento celebrativa di Rubens, ricordiamo anche quella onoraria in argento per Luigi Stefanini, un'altra in bronzo in onore di Giorgio Perlasca, ed infine quella in bronzo dorato che celebra il quarto centenario della morte di Torquato Tasso.
Infine non dobbiamo dimenticare le opere pittoriche di Perin, soprattutto ad olio su faesite, le incisione e i disegni a china.
Tra le sue opere pubbliche più importanti:
- 1970 - Cervarese Santa Croce, "Cristo in bronzo" (chiesa)
- 1986 - Medaglia commemorativa Centenario Donatelliano
- 1998 - Padova, Giardini dell'Arena (Cappella degli Scrovegni), busto in bronzo di Tono Zancanaro.
- 1993 - Padova, Palazzo Moroni (Scalinata), bassorilievo in bronzo dedicato a Giorgio Perlasca

## Mostre
Opere di Piero Perin hanno partecipato alle mostre:
- 1957, Mostra Internazionale di Mosca
- 1965, Mostra Nazionale "Premio Bollate", Milano
- 1976, 53ª Rassegna Nazionale d'Arte Sacra - Scuola San Rocco, Venezia
- 1995, Mostra Convegno, Casa dei Carraresi, Treviso
- 1995, Exposition internationale de medailles contemporaines, Musée d'art et histoire, Neuchâtel (CH)
- 1996, Artisti a Padova negli Anni Cinquanta, Galleria Piazza Cavour, Padova